# 16 Dorințe
16 Dorințe este un film de televiune apărut în 2010, cu Debby Ryan și Jean-Luc Bilodeau în rolurile principale. A avut premiera pe 25 iunie 2010 pe Disney Channel și pe 16 iulie 2010 pe Family Channel. A fost regizat de Peter DeLuise.

## Distribuție
- Debby Ryan ca Abby Jensen
- Jean-Luc Bilodeau ca Jay Keppler
- Anna Mae Routledge ca Celeste
- Karissa Tynes ca Krista Cook
- Keenan Tracey ca Logan Buchanan
- Joel Semande ca Joey Lockhart
- Cainan Wiebe ca Mike Jensen
- Patrick Gilmore ca Bob Jensen
- Kendall Cross ca Sue Jensen
- Jesse Reid ca  Theodore Hope
- Brenda Crichlow ca Miss Duffy
- Patricia Isaac ca Snooty Sales Woman
- Gary Jones ca Principal Smith

## Difuzări
| Țară / Regiune             | Televiziune(i)                  | Premieră          | Titlu                           |
| -------------------------- | ------------------------------- | ----------------- | ------------------------------- |
| Statele Unite ale Americii | Disney Channel                  | 25 iunie 2010     | 16 Wishes                       |
| Canada                     | Family                          | July 16, 2010     | 16 Wishes                       |
| Australia                  | Disney Channel                  | 7 august 2010     | 16 Wishes                       |
| Germania                   | Disney Channel Germania         | 14 august 2010    | Der 16. Wunsch                  |
| Austria                    | Disney Channel Germania         | 14 august 2010    | Der 16. Wunsch                  |
| Spania                     | Disney Channel Spania           | 2 octombrie 2010  | 16 Deseos                       |
| Mexic                      | Disney Channel Latin America    | 16 octombrie 2010 | 16 Deseos                       |
| Chile                      | Disney Channel Latin America    | 17 octombrie 2010 | 16 Deseos                       |
| Argentina                  | Disney Channel Latin America    | 17 octombrie 2010 | 16 Deseos                       |
| Venezuela                  | Disney Channel Latin America    | 17 octombrie 2010 | 16 Deseos                       |
| Bolivia                    | Disney Channel Latin America    | 17 octombrie 2010 | 16 Deseos                       |
| Peru                       | Disney Channel Latin America    | 17 octombrie 2010 | 16 Deseos                       |
| Columbia                   | Disney Channel Latin America    | 17 octombrie 2010 | 16 Deseos                       |
| Panama                     | Disney Channel Latin America    | 17 octombrie 2010 | 16 Deseos                       |
| Brazilia                   | Disney Channel Brazilia         | 17 octombrie 2010 | 16 Desejos                      |
| Italia                     | Disney Channel Italia           | 12 noiembrie 2010 | I 16 Desideri                   |
| Japonia                    | Disney Channel Japonia          | 12 noiembrie 2010 | スイート16 ～キャンドルに願いを |
| Israel                     | Disney Channel Israel           | 18 noiembrie 2010 | 16 משאלות                       |
| Filipine                   | Disney Channel Asia             | 21 noiembrie 2010 | 16 Wishes                       |
| Indonezia                  | Disney Channel Asia             | 21 noiembrie 2010 | 16 Wishes                       |
| Malaysia                   | Disney Channel Asia             | 21 noiembrie 2010 | 16 Wishes                       |
| Singapore                  | Disney Channel Asia             | 21 noiembrie 2010 | 16 Wishes                       |
| Thailanda                  | Disney Channel Asia             | 21 noiembrie 2010 | 16 Wishes                       |
| Vietnam                    | Disney Channel Asia             | 21 noiembrie 2010 | 16 Wishes                       |
| Regatul Unit               | Disney Channel UK               | 3 decembrie 2010  | 16 Wishes                       |
| Țările de Jos              | Disney Channel (Olanda/Flandra) | 10 2010           | 16 Wishes                       |
| Belgia                     | Disney Channel (Olanda/Flandra) | 10 2010           | 16 Wishes                       |
| Polonia                    | Disney Channel Polanonia        | 24 decembrie 2010 | 16 Życzeń                       |
| România                    | Disney Channel România          | 31 decembrie 2010 | 16 Dorințe                      |
| Cehia                      | Disney Channel (Cehia)          | 31 decembrie 2010 | 16 přání                        |
| Slovacia                   | Disney Channel (Cehia)          | 31 decembrie 2010 | 16 přání                        |
| Ungaria                    | Disney Channel Hungary          | 31 decembrie 2010 | 16 kívánság                     |
| Rusia                      | Disney Channel Russia           | 31 decembrie 2010 | 16 Желаний                      |
| Africa de Sud              | Disney Channel South Africa     | 31 decembrie 2010 | 16 Wishes                       |
| Lumea arabă                | Disney Channel Middle East      | 31 decembrie 2010 | 16 Wishes                       |
| Grecia                     | Disney Channel Greece           | 31 decembrie 2010 | 16 Ευχές                        |
| Turcia                     | Disney Channel Türkiye          | 31 decembrie 2010 | 16 Wishes                       |
| Bulgaria                   | Disney Channel Bulgaria         | 31 decembrie 2010 | 16 Желания                      |
| Serbia                     | Disney Channel                  | 1 ianuarie 2011   | 16 Wishes                       |
| Franța                     | Disney Channel Franța           | 5 ianuarie 2011   | 16 Voeux                        |